# Lonja de Tortosa

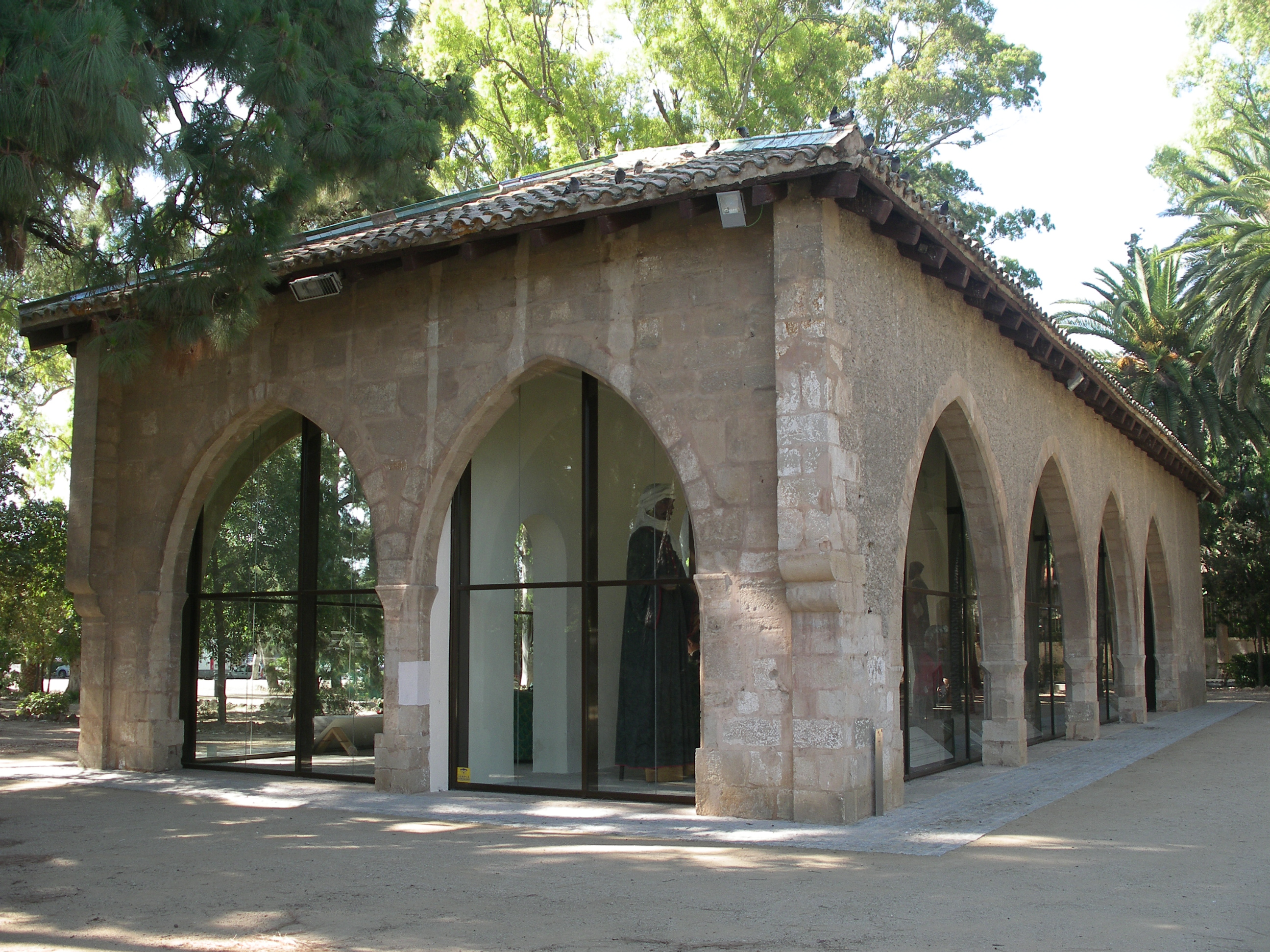
Lonja de Tortosa.

La Lonja de Tortosa es una obra del gótico catalán que se encuentra en la ciudad de Tortosa, España, y se considera un precedente de las lonjas posteriores de la Corona de Aragón.
Fue construida en el siglo XIV (entre los años 1368 y 1373) y ampliada posteriormente pero del antiguo recinto únicamente se conserva el Porche del trigo. El director de las obras fue el cantero tortosino Arnau Marco. Se trata de un edificio rectangular, de poco más de 12 x 30 metros, dividido en dos naves que se comunican a través de tres grandes arcadas de medio punto. Longitudinalmente se abre al exterior mediante cuatro arcos apuntados. Hay dos más en uno de sus frentes mientras que el otro, el que originalmente daba al río Ebro, está formado por un muro con dos ventanales góticos.
En 1880 se practicaron gestiones para recuperar su titularidad en favor del municipio, gestiones que no dieron resultado. Finalmente el 4 de junio de 1932 se publicó en la Gaceta de Madrid su devolución al Ayuntamiento de Tortosa que en septiembre de ese mismo año acordó el traslado del porche desde su ubicación original hasta el parque municipal Teodoro González, donde permanece.El traslado supuso un verdadero cambio en la naturaleza del edificio, que pasó de ser heterogéneo y cerrado a homogéneo y abierto. La reedificación finalizó el 12 de agosto de 1933.  
El edificio forma parte del Catálogo de edificios y elementos históricos de la ciudad de Tortosa.